# Méléagre (mythologie)
Pour les articles homonymes, voir Méléagre.
Méléagre (en grec ancien Μελέαγρος / Meléagros) est un héros qui s'illustre pendant la chasse au sanglier de Calydon.
Il existe deux versions de son mythe. Dans la première, qui s'apparente à un conte populaire, la vie de Méléagre est liée à un tison qui, jeté dans le feu, entraîne la mort du héros. Dans la seconde, rapportée par Homère, Méléagre est un double d'Achille pendant la guerre de Troie : le héros en colère se retire du combat lors de la guerre entre les Étoliens et les Curètes, et ne reprend les armes que lorsque sa ville est en flammes.

## Mythe
Il a pour mère Althée et pour père Œnée, roi de Calydon. Il est donc le frère de Tydée et de Déjanire. D'autres auteurs en font plutôt le fils d'Arès.

### Méléagre et la bûche du destin
Dans la première version du mythe, les Moires apparaissent peu après la naissance de Méléagre, annonçant que la vie du héros est liée à l'un des tisons du foyer : quand il sera entièrement consumé, Méléagre mourra. Althée enlève la bûche du feu et la dissimule pour préserver la vie de son fils.
Quand Méléagre parvient à l'âge adulte, il participe à la chasse du monstrueux sanglier de Calydon qui dévaste les terres d'Œnée, tuant hommes et bêtes sur son passage. Le monstre a été envoyé par Artémis pour punir Œnée de l'avoir laissée de côté lors de l'offrande des prémices des récoltes,. Pour abattre l'animal, Œnée a fait appel à de nombreux héros comme Jason, Idas et Lyncée, Nestor, Thésée, Pirithoos ou les Dioscures. Parmi les participants figure Atalante, dont Méléagre s'éprend. Elle donne la première blessure au sanglier, après quoi Méléagre tue l'animal de son javelot. Au moment de partager la dépouille, Méléagre accorde à la jeune fille, en récompense, la tête et la peau de l'animal. Furieux que la part d'honneur revienne à une femme, les deux frères d'Althée lui arrachent son prix. Méléagre à son tour se prend de colère et les tue.
Althée commence par se réjouir de la mort du sanglier, mais quand elle apprend celle de ses frères, elle fait passer ses sentiments de sœur avant ceux de mère et, jetant au feu la bûche fatidique, met à mort son fils.

### Méléagre et la guerre des Étoliens et des Curètes

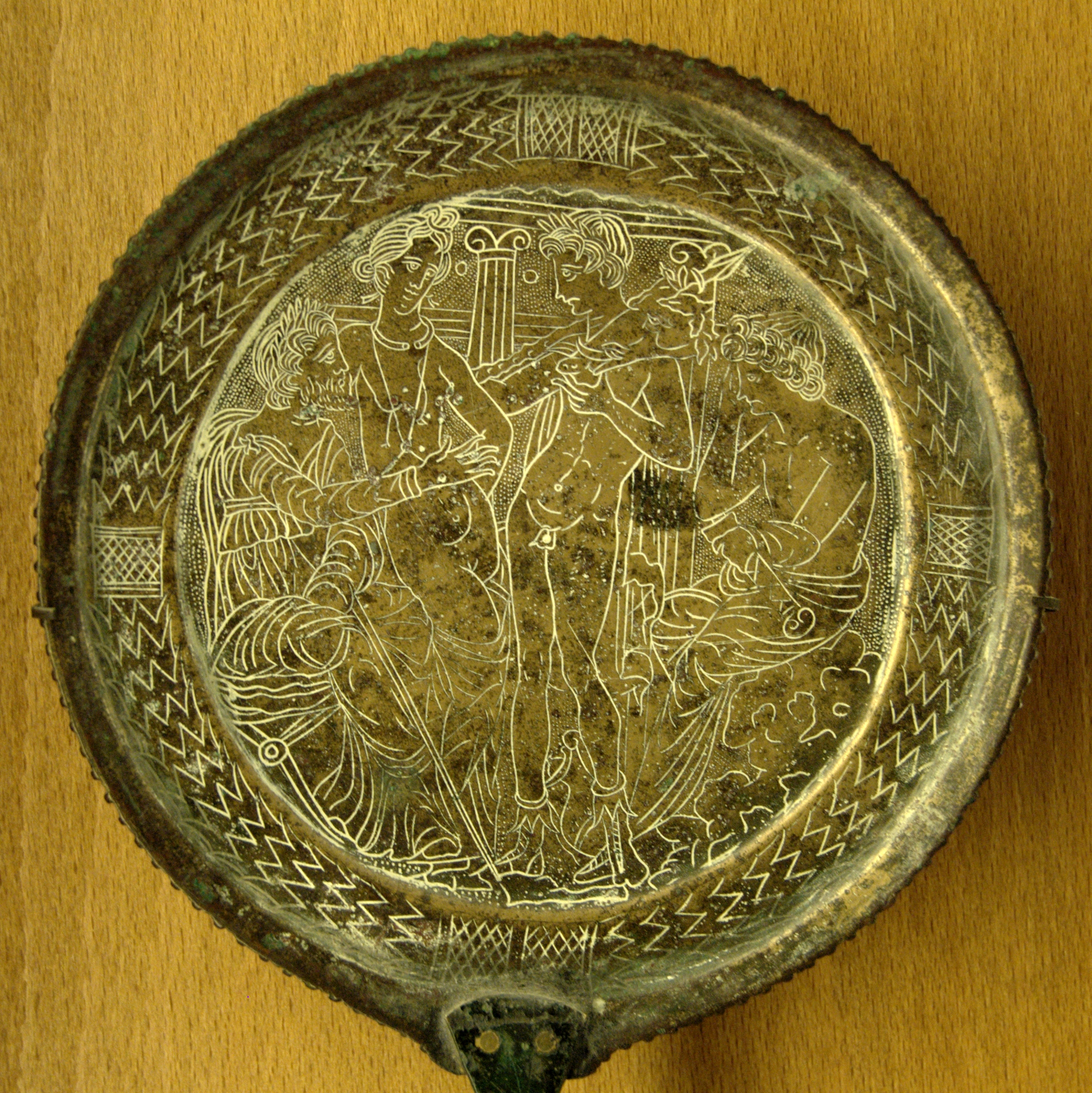
De gauche à droite : Œnée, Atalante, Méléagre et un fils de Thestios (?), miroir étrusque,, musée du Louvre.

Homère rapporte une version différente. Au chant IX de l'Iliade, Phénix, tuteur d'Achille, vient implorer son ancien pupille de reprendre les armes. Pour le convaincre, il lui raconte le mythe de Méléagre.
Le début du récit est identique : Artémis, furieuse d'être oubliée par Œnée dans ses sacrifices, envoie le sanglier ravager le verger de ce dernier. Là encore, Méléagre rassemble des chasseurs et finit par tuer l'animal. Artémis suscite alors une guerre entre les Étoliens de Calydon et les Curètes, issus de la ville voisine de Pleuron, d'où le titre de la tragédie de Phrynichos, guerre dont l'enjeu est la dépouille du sanglier. Tant que Méléagre se trouve sur le champ de bataille, les Curètes sont tenus en échec.
Au cours du combat, Méléagre tue un ou plusieurs de ses oncles maternels, qui apparemment combattent aux côtés des Curètes en tant que fils de Thestios. Dans la douleur du meurtre de ses frères, Althée voue son fils à la mort, prenant pour témoin Hadès et Perséphone ; du fond de l'Érèbe, une Érinye entend son appel. Outré, Méléagre se retire du combat. Alors que les Curètes assaillent les murs de Calydon, les anciens du peuple supplient Méléagre de reprendre les armes en lui promettant de nombreuses récompenses. Œnée, les sœurs du héros, sa mère puis ses amis l'implorent de même en vain. Il faut attendre que Calydon soit en flammes et que la femme de Méléagre, Cléopâtre, lui rappelle le sort des villes prises, pour qu'il reprenne le combat. Parce que c'est aux prières de cette dernière qu'il a cédé, et bien qu'il ait sauvé la ville, il n'obtient pas les récompenses promises.

Le récit de Phénix s'arrête là : il ne mentionne ni Atalante ni la mort de Méléagre. Pausanias considère comme évident que les Érinyes ont exaucé le vœu d'Althée et fait mourir Méléagre, mais il semble plus logique qu'Althée retire sa malédiction quand elle incite son fils à défendre Calydon attaquée. En outre, l'objectif de Phœnix est d'inciter Achille à reprendre les armes en lui présentant des exemples de héros qui, pris de colère, se sont laissés toucher par des présents et des paroles. Le récit est, au sens propre, un paradigme, c'est-à-dire un exemple raconté pour exhorter. La morale de l'histoire est donc simple : 

« Quel malheur ce serait de voler au secours des nefs

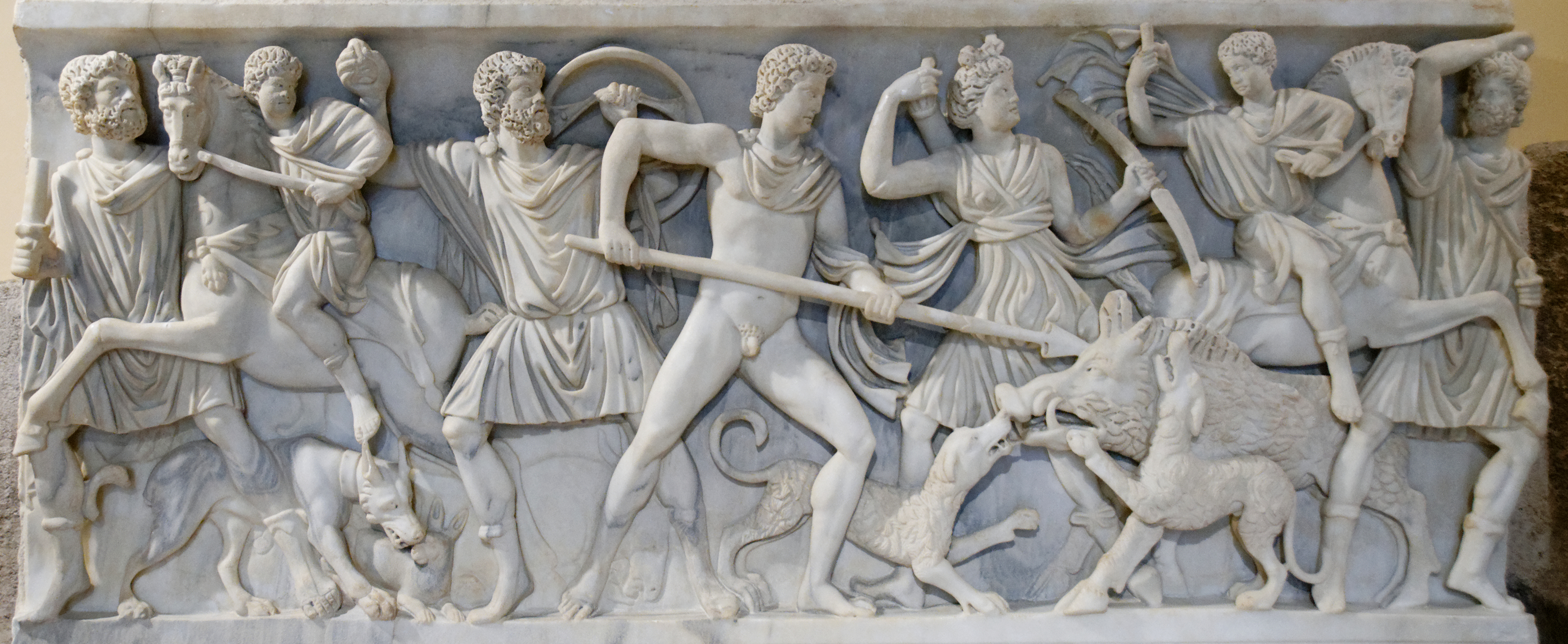
Sarcophage représentant la chasse au sanglier de Calydon : le héros Méléagre et la déesse Artémis. Marbre du Proconnèse, œuvre romaine.

Quand déjà le feu les embrase ! Accepte nos présents

Et viens : tu verras les Argiens t'honorer comme un dieu.

Sinon tu auras beau rentrer un jour dans la mêlée,

Tu ne gagneras rien à éloigner de nous la guerre. »

Le Catalogue des femmes semble se rattacher à la version homérique. Seule la fin du récit a survécu ; il en ressort que Méléagre combat sous les murs de Pleuron quand il est tué par Apollon. Pausanias précise en citant le Catalogue et l'épopée perdue Minyas que le dieu est l'allié des Curètes. Aucune allusion n'est faite à la chasse au sanglier de Calydon.

## Interprétation
Pour Jean-Michel Renaud, tout le mythe de Méléagre est centré sur la chasse au sanglier de Calydon. L'insuccès final de Méléagre marquerait « son échec à l'initiation qui devait le faire passer de l'adolescence  à l'âge adulte ».

## Iconographie et littérature
La première représentation de la chasse au sanglier de Calydon se trouve sur le col du vase François, où les différents chasseurs sont nommés par des inscriptions. Méléagre et Atalante sont fréquemment représentés sur des vases attiques à figures rouges de la fin du Ve siècle av. J.-C., sans doute à la suite de la tragédie qu'Euripide consacre au héros en 416 av. J.-C.
À l'époque moderne, dans le cadre du Théâtre élisabéthain, William Gager, s'appuyant essentiellement sur Les Métamorphoses d'Ovide, écrit et fait représenter son Méléagre, tragédie nouvelle en latin, à Oxford en 1582. Thomas Heywood publie une pièce sur le même sujet en 1613.
Dans le théâtre français, Pierre de Bousy écrit un Méléagre en 1582, Jean Boissin de Gallardon en 1618, Alexandre Hardy en 1624, Isaac de Bensérade en 1641, Edme Boursault en 1694 et Joseph de La Grange-Chancel en 1699.
Un moulage de La Chasse de Méléagre, frise réalisée par François Rude qui ornait le pavillon de chasse de Guillaume Ier d'Orange-Nassau à Tervuren jusqu'à son incendie en 1879, est exposée au musée Rude à Dijon[réf. nécessaire].

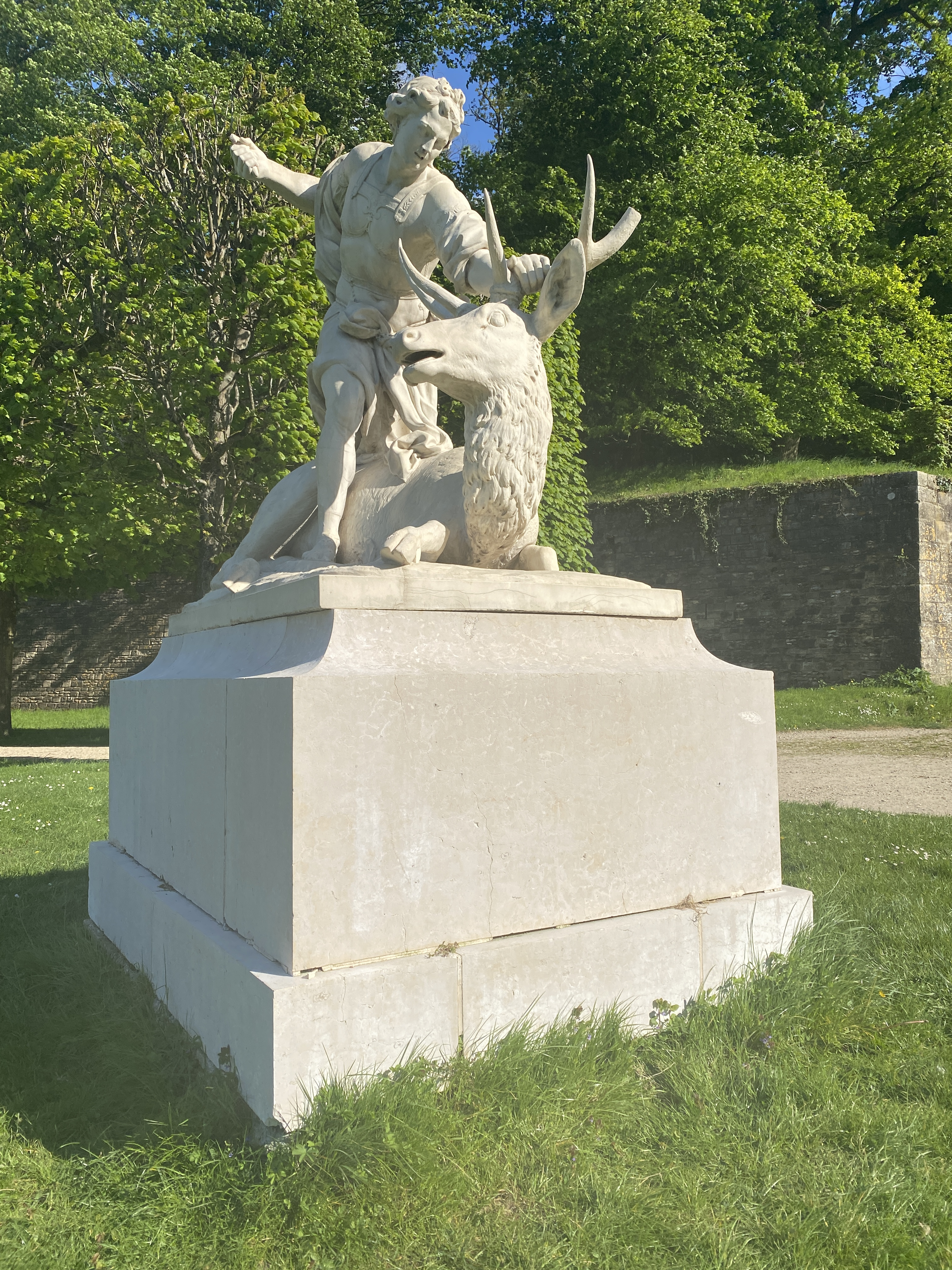
Statue de Méléagre tuant un cerf au parc Royal de Marly-le-Roi.
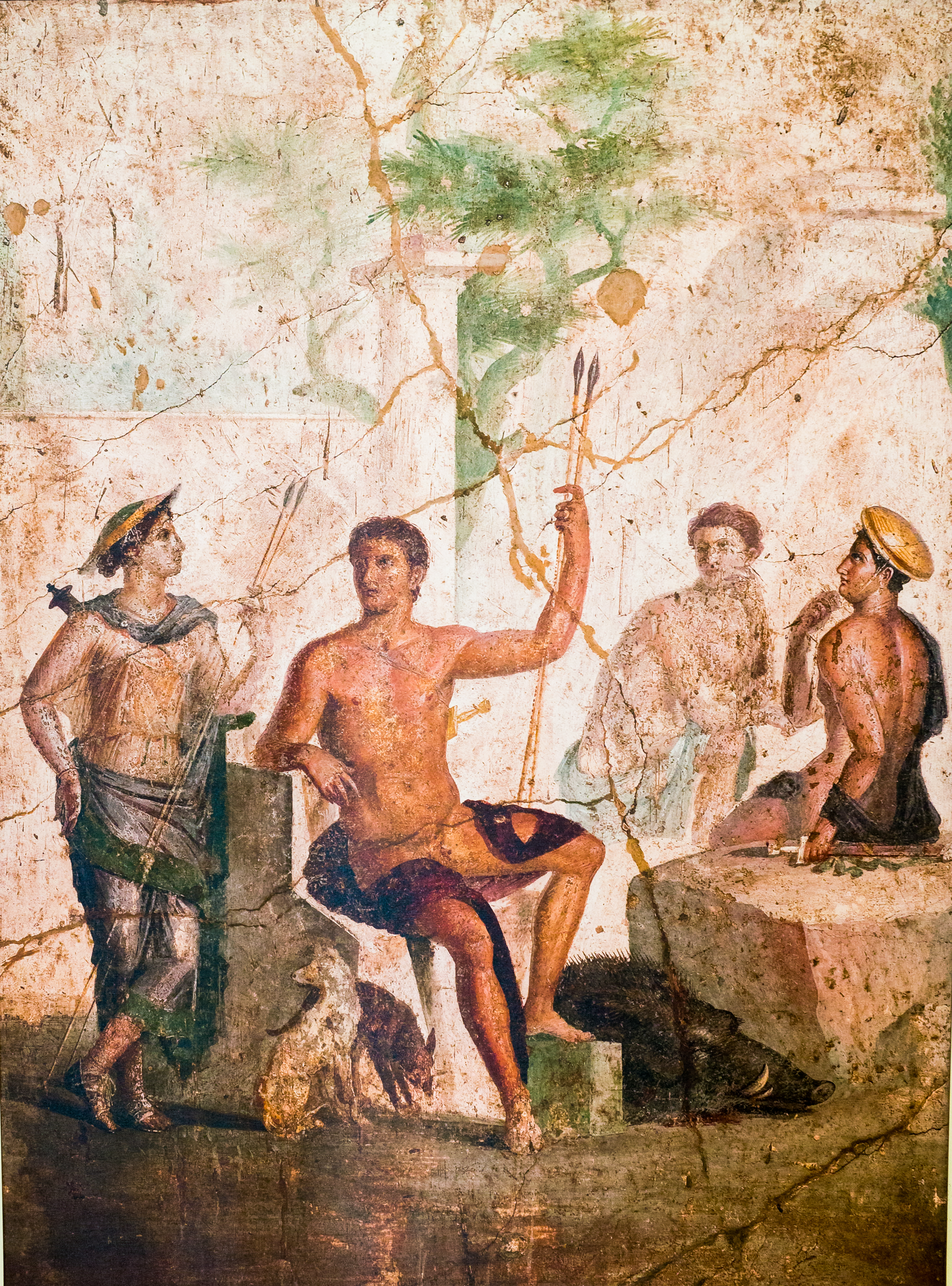
Méléagre et Atalante se reposent après avoir chassé le sanglier de Calydon. Fresque antique de Pompéi.
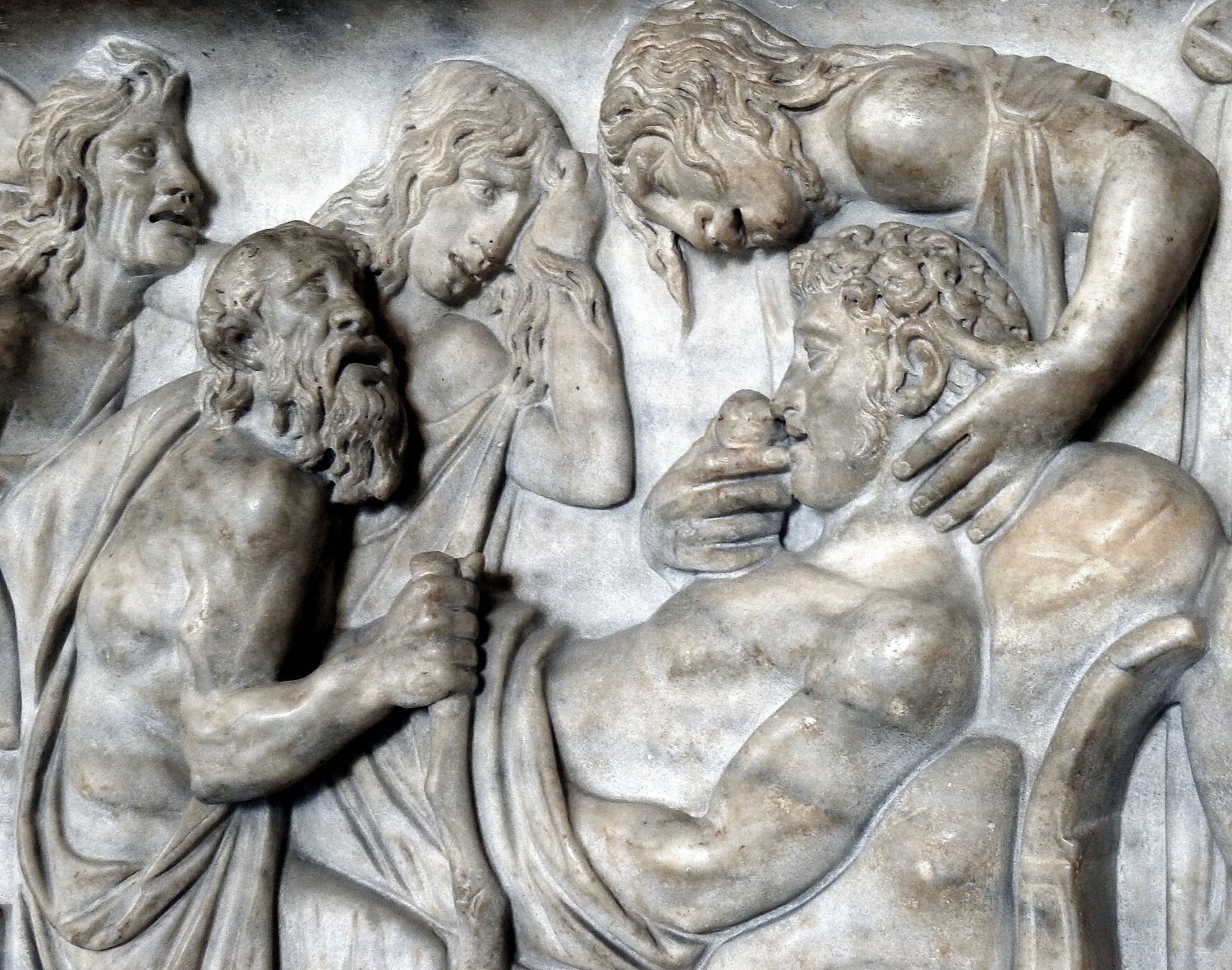
Mort de Méléagre, détail d'un sarcophage romain, v. 180, musée du Louvre.
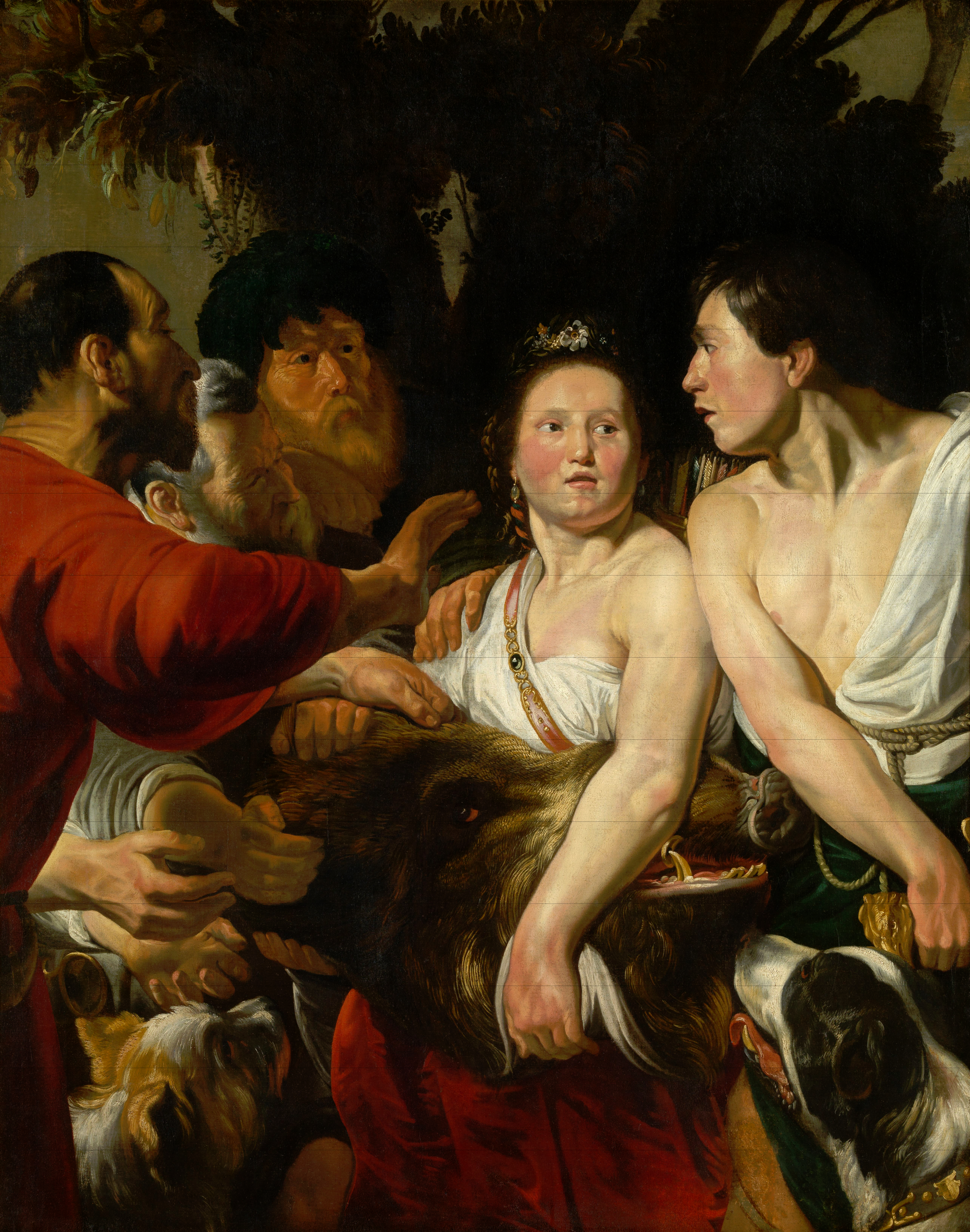
Méléagre et Atalante, tableau de Jacob Jordaens (1617-1618), musée royal des Beaux-Arts d'Anvers
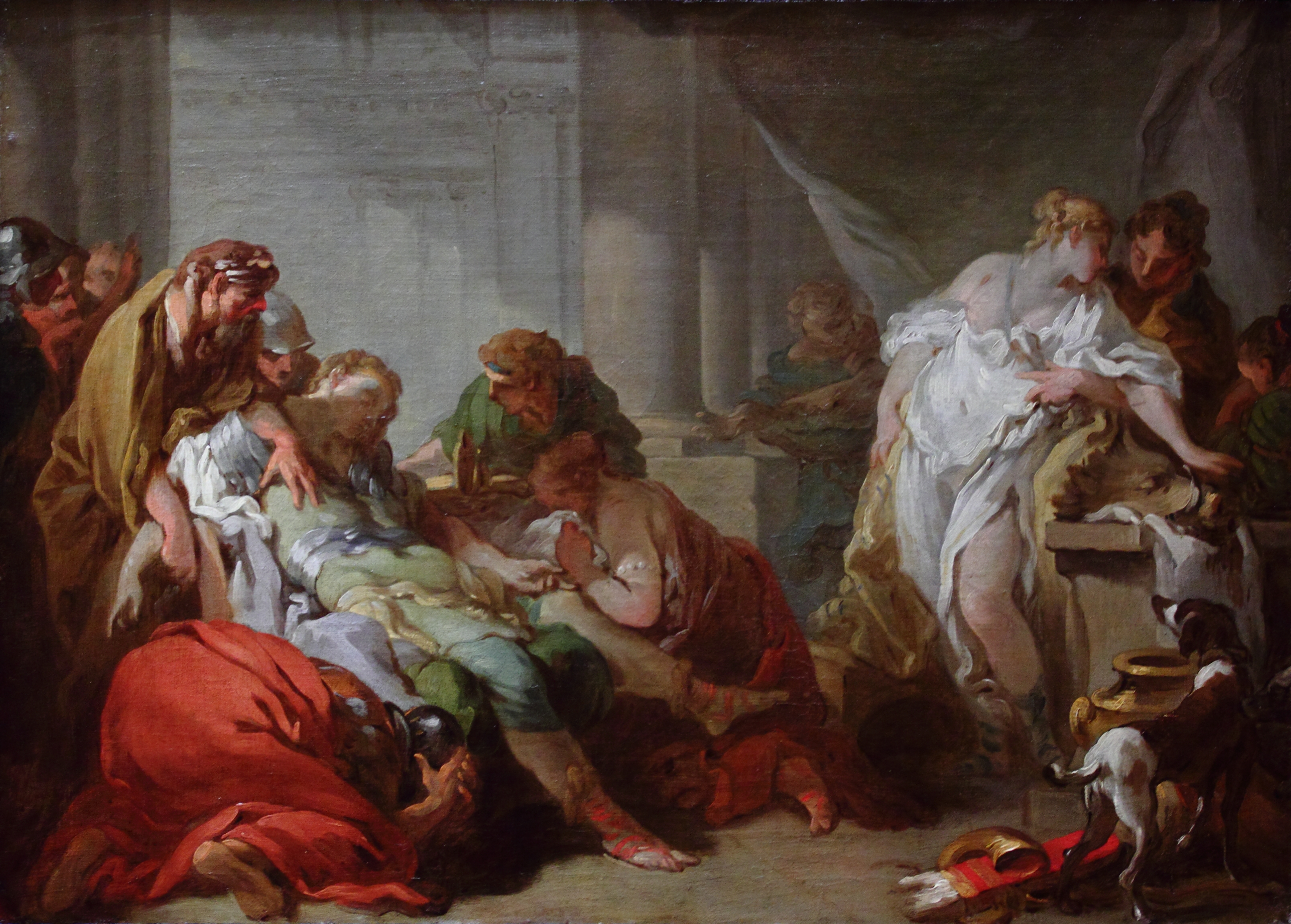
La Mort de Méléagre, tableau de François Boucher (1727), musée des Beaux-Arts de Rennes.

### Sources antiques
- Homère (trad. Robert Flacelière), Iliade, Éditions Gallimard, coll. « Bibliothèque de la Pléiade », 1993 (1re éd. 1955) (ISBN 2-07-010261-0), p. 918.
- Xénophon. Œuvres complètes, trad. Pierre Chambry, Garnier-Flammarion, 3 vols., 1967 :
  - T. II : Anabase. - Banquet. - Économique. - De la chasse. - La République des Lacédémoniens. - La République des Athéniens.
- L'Art de la chasse (trad. E. Delebecque), Les Belles Lettres, 2003 (1re éd. 2003), 207 p. (ISBN 2-251-00343-6), page 53.

### Travaux modernes
- Philippe Guillaut, Méléagre, d'après William Gager. Une tragédie élisabéthaine des origines, coll. Reviviscences, Verdegasi Nitiobrigensis, 2017, 99 p.  (ISBN 978-2-9559460-1-5) [lire en ligne]

- (en) Timothy Gantz, Early Greek Myth, Johns Hopkins University Press, 1993 [détail de l’édition], p. 328-332.
- Jean-Michel Renaud, Le mythe de Méléagre. Essais d'interprétation, 1993, 173 p.[22]
- (en) S. C. R. Swain, « A Note on Iliad 9.524-99: The Story of Meleager », The Classical Quarterly, New Series, vol. 38, no 2, 1988, p. 271-276.
- (en) M. M. Willcock, « Mythological Paradeigma in the Iliad », The Classical Quarterly, New Series, vol. 14, no 2, novembre 1964, p. 141-154.